# Exalytics
Exalytics — аппаратно-программный комплекс аналитической обработки в оперативной памяти, серийно выпускающийся корпорацией Oracle с 2012 года. Является узлом архитектуры x86-64 с предустановленными специализированными версиями реляционной системы управления базами данных в оперативной памяти Timesten и многомерной системы управления базами данных Essbase, а также с аналитическим пакетом линейки Oracle BI.
Полное торговое наименование — Exalytics In-Memory Machine.

## История
Комплекс был представлен на ежегодной выставке Oracle OpenWorld осенью 2011 года вместе с комплексом обработки в парадигме «больших данных» Big Data Appliance. Как основная цель вывода продукта на рынок отмечается стремление вступить в конкуренцию с аппаратно-программным комплексом Hana компании SAP, активно проникающим на рынок с 2010 года. Наименование комплекса сложено из кратной приставки экса- (1018), используемой также для ранее выпущенных комплексов Oracle — Exadata и Exalogic, и второй части слова analytics (всё семейство комплексов иногда называют «эксастеком» — англ. exastack).
Поставки комплекса начаты в марте 2012 года, первая версия комплекса получила маркировку X2-4; к этому моменту Hana была продана 200 заказчикам на общую сумму $200 млн.
В октябре 2012 года вышла новая версия программного обеспечения для комплекса, а также сертифицирован запуск на комплексе системы информационного поиска поглощённой в конце 2011 года кембриджской компании Endeca.
В июле 2013 года выпущена вторая версия комплекса — X3-4, с двумя терабайтами оперативной памяти вместо одного теребайта в первой версии, а в сентябре 2013 года — вариант T5-8 на базе севера с процессором SPARC T5.

## Оборудование
Серверный узел комплекса X2-2 основан на Sun Fire X4470 M2 высотой в 3 монтажных единицы, комплектуется четырьмя десятиядерными процессорами Xeon E7-4800. Комплекс X2-4 комплектовался 1 Тбайт оперативной памяти (64 планки DDR3 с коррекцией ошибок по 16 Гбайт каждая), дисковым накопителями суммарной ёмкостью 3,6 Тбайт (6 дисков SAS-2 со скоростью вращения шпинделя 10 тыс. об/мин по 600 Гбайт), двумя портами Infiniband (QDR — 40 Гбит/с каждый) и тремя портами Ethernet (два — 10 Гбит/с и один 100 Мбит/с — для удалённого управления), стоимость аппаратной части комплекса составляла $135 тыс.
Версия X3-4 комплектуется 2 Тбайт оперативной памяти (модули по 32 Гбайт), твердотельными накопителями, устанавливаемыми в слоты PCIe на 2,4 Тбайт и SAS-дисками на 5,4 Тбайт физической ёмкости, стоимость оборудования в этой версии комплекса по прейскуранту составляет $175 тыс.
Узел версии T5-8 основан на сервере SPARC T5-8 (серия T) высотой 8 монтажных единиц, в нём установлены 8 шестнадцатиядерных процессоров SPARC T5 с тактовой частотой 3,6 ГГц, 4 Тбайт оперативной памяти, 8 SAS-дисков по 900 Гбайт, 8 твердотельных накопителей по 400 Гбайт каждый, четыре порта Ethernet (10 Гбит/c), четыре порта Infiniband QDR и четыре двойных порта Fibre Channel (8 Гбит/с). Цена такого комплекса установлена в $330 тыс.

## Программное обеспечение
Версии X4-2 и X4-3 работают под управлением операционной системы Oracle Linux 5, а T5-8 — Oracle Solaris 11. В качестве «инженерного программного обеспечения» (проходящего по прейскуранту для аппаратно-программных комплексов и являющегося фактически обязательным дополнением к ним) поставляется специализированная версия Timesten — «Timesten In-Memory Database for Exalytics» со стоимостью $300 за именованного пользователя или $34,5 тыс. за процессорную единицу (процессорная единица в терминах Oracle означает 2 ядра архитектуры x86-64 или архитектуры SPARC T5, то есть на Exalytics X4-3 при процессорном лицензировании потребуется 20 процессорных единиц — $690 тыс., а на T5-8 — 64 процессорных единицы и $2,208 млн).
Также фактически обязательным программным обеспечением для комплекса является специальная версия Oracle Business Intelligence Foundation Suite, включающая оптимизированную под обработку в оперативной памяти версию Essbase, пакет Business Intelligence Enteprise Edition (сформированный на основе средств поглощённых компаний Siebel и Hyperion), средство разработки и публикации отчётов BI Publisher, а также средства для обработки счётных карт и интеграции с EPM-системой (бывший Hyperion Planning). Стоимость BI Foundation Suite — $3675 на именованного пользователя или $300 тыс. на процессорную единицу ($6 млн на комплекс X4-3 и $19,2 млн на комплекс T5-8 при такой модели лицензирования). Отдельно на комплекс могут быть установлены (как сертифицированные с Exalytics) Oracle EPM и Endeca Information Discovery. Интеграционные средства Oracle Data Integrator (ETL-пакет поглощённой компании Sunopsis) и GoldenGate сертифицированы для работы с версией Timesten для Exalytics, но поддерживается их установка только на отдельные серверы.
Всё программное обеспечение, как и в других аппаратно-программных комплексах Oracle, предустанавливается, и заказчикам приходят уже машины, оснащённые программным обеспечением.